# مت ویت (دوچرخه‌سوار)
مت ویت (اسپانیایی: Matt White‎؛ زادهٔ ۲۲ فوریهٔ ۱۹۷۴) دوچرخه‌سوار اهل استرالیا است. وی در بازی‌های المپیک تابستانی ۲۰۰۰ و ۲۰۰۴ شرکت کرده است.